# Stuurboord
Stuurboord (en français : « Tribord ») est un mouvement politique belge néerlandophone, et considéré comme l’aile droite des Christen-Democratisch en Vlaams.
Il est fondé en janvier 2021 par des élus locaux en réaction à la participation de leur parti au gouvernement Vivalidi. Stuurboord se donne pour objectif de faire changer la ligne politique du CD&V, et de reconquérir ses électeurs partis à la N-VA. Le mouvement prône le fédéralisme d’union.